# Zuo Si
Zuo Si (kinesko pismo: 左思; Hanyu Pinyin: Zuǒ Sī) (250. – 305.), kurtoazno ime Taichong (太沖), bio je kineski pjesnik i pisac iz doba Zapadne dinastije Jin. Potekao je iz aristokratske obitelji konfucijanskih učenjaka iz Linzija, a sestra Zuo Fen mu je kasnije postala konkubinom cara Wua. Oko godine 280. proslavio se zahvaljujući pjesmi Rapsodija o prijestolnici Shua (蜀都赋) posvećenoj gradu Chengdu, prijestolnici države Shu Han, jednom od Tri kraljevstva. Pjesma je stekla takvu popularnost i toliko se često prepisivala da je zbog toga naglo porasla cijena papira u carskoj prijestolnici Luoyang. Iz tog vremena potiče izreka "papir je skup u Luoyangu"  (洛阳纸贵) kojim se opisuje kvaliteno književno djelo.